# 新戈羅熱涅
47°28′46″N 32°31′40″E / 47.47944°N 32.52778°E
新戈羅熱涅（烏克蘭語：Новогорожене），是烏克蘭的村落，位於該國南部尼古拉耶夫州，由巴什坦卡區負責管轄，始建於1910年，面積0.41平方公里，海拔高度88米，2001年人口26，人口密度每平方公里63.4人。